# 엔트로피
엔트로피(Entropy)는 열역학과 통계역학에서 '평형 상태로의 이동 정도' 또는 '유효하게 이용할 수 있는 에너지의 감소 정도'나 '무효 에너지의 증가 정도'를 뜻하고, 정보 이론에서는 정보 엔트로피라는 이름으로 '정보를 내보내는 근원의 불확실도를 나타내는 양' 또는 '정보량의 기대치'를 뜻한다. 이 용어와 개념은 이가 처음 인식된 고전 열역학부터 통계역학의 자연에 대한 미시적 설명, 정보 이론에서의 정보 엔트로피에 이르기까지 다양한 분야에서 사용된다. 화학과 물리학, 생물학적 시스템과 생명과의 관계, 우주론, 경제학, 사회학, 대기과학, 기후 변화 및 통신의 정보 전송을 포함한 정보 시스템에서 광범위하게 응용되고 있다.
엔트로피는 열역학 제2법칙의 핵심으로, 자연 진화에 맡겨진 고립된 시스템의 엔트로피는 시간이 지나도 감소할 수 없다는 법칙이다. 결과적으로 고립된 시스템은 엔트로피가 가장 높은 열역학적 평형을 향해 진화한다. 열역학 제2법칙의 결과는 특정 과정들은 비가역적이란 것이다.
열역학 개념은 1850년에 스코틀랜드의 과학자이자 엔지니어인 윌리엄 랭킨에 의해 열역학 함수 및 '열-퍼텐셜'이라는 이름으로 언급되었다. 1865년에, 열역학 분야의 주요 창시자 중 한 명인 독일의 물리학자 루돌프 클라우지우스는 이를 순간 온도에 대한 무한히 작은 양의 열의 몫이라고 정의했다. 그는 처음에는 이를 독일어로 '변환-내용(Verwandlungsinhalt)'이라고 기술했고, 나중에 '변환'을 뜻하는 그리스 단어로부터 '엔트로피'라는 용어를 만들었다.
오스트리아의 물리학자 루트비히 볼츠만은 엔트로피를 시스템의 거시적 조건에 부합하는 시스템의 개별 원자 및 분자의 가능한 미시적 배열 또는 상태의 수를 측정하는 척도로 설명했다. 이를 통해 통계적 무질서와 확률 분포의 개념을 통계역학이라는 새로운 열역학 분야에 도입했으며, 평균적인 구성에 따라 변동하는 미시적 상호작용과 거시적으로 관찰 가능한 거동 사이의 연관성을 현대 국제 단위계의 대표적 보편 상수 중 하나가 된, 비례 상수인 볼츠만 상수와 함께하는 간단한 로그 법칙의 형태로 발견했다.

## 역사

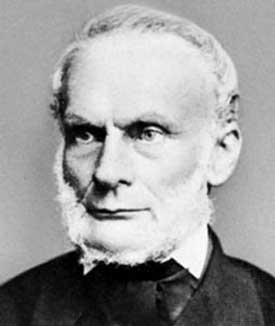
루돌프 클라우지우스 (1822–1888), 엔트로피 개념의 창시자

프랑스의 수학자 라자르 카르노는, 1803년 논문 "평형과 운동의 기본 원리(Fundamental Principles of Equilibrium and Movement)" 에서, 모든 기계에서 움직이는 부품의 가속과 충격은 활동의 순간 의 손실을 나타내며, 모든 자연 과정에는 유용한 에너지가 소멸되는 내재적 경향이 존재한다고 제안했다. 1824년에, 라자르의 아들인 사디 카르노는 이 연구를 바탕으로 모든 열-기관에서 "칼로릭(caloric)"(현재 열로 알려진 것)이 온도 차이를 통해 떨어질 때마다 뜨거운 몸에서 차가운 몸으로 떨어지는 작용에서 일 또는 원동력이 생성될 수 있다고 가정한 "불의 원동력에 대한 고찰(Reflections on the Motive Power of Fire)"을 발표했다. 그는 물레방아에서 물이 떨어지는 것을 비유로 들었다. 이는 열역학 제2법칙에 대한 초기 통찰이었다. 카르노는 열에 대한 자신의 견해를 부분적으로는 18세기 초의
"뉴턴적 가설"에 기초하여 열과 빛이 모두, 다른 물질에 이끌리거나 밀어내는, 불멸의 물질 형태라는 것을, 부분적으로는 1789년에 대포 구멍이 가공될 때처럼 마찰로 열이 생성된다는 것을 보여준 럼포드 백작의 현대적 견해에 기초하여 설명했다. 카르노는 증기와 같은 작동 물질의 몸체가 완전한 기관 사이클이 끝날 때 원래 상태로 돌아간다면 "작동하는 몸체의 상태에는 아무런 변화가 일어나지 않는다"고 추론했다.
1843년에, 제임스 줄의 열-마찰 실험에서 추론된 열역학 제1법칙은 모든 과정에서 에너지의 개념과 그 보존을 표현하지만, 마찰과 소산의 효과를 별도로 정량화하기에는 부적합히다.
1850 년대와 1860 년대에 독일 물리학자 루돌프 클라우지우스 작용 물체에 변화가 발생하지 않는다는 가정에 반대하고 작업이 수행 될 때, 예로서 마찰에 의해 생성된 열과 같은, 사용 가능한 열의 내재적 손실의 본질에 의문을 제기함으로써 그 변화에 수학적 해석을 부여했다. 그는 자신의 관찰을, 화학종들의 상태의 변화 중에 열역학 시스템 또는 작용 물체의 변환-내용(독일어로 Verwandlungsinhalt)에서 결과하는 에너지의 소산적 사용으로서 설명했다. 이는 아이작 뉴턴의 이론에 근거하여 열이 질량을 가진 파괴 불가능한 입자라는 이전의 견해와 대조적이었다. 클라우지우스는 증기 기관에서 증기가 입구에서 배기구로 이동하면서 사용할 수 없는 에너지가 증가한다는 사실을 발견했다. 1865년에 클라우지우스는 '에너지'의 접두사 엔-과 기존 사전에서 회전 또는 변화로 번역되고 또한 그가 흔히 영어로 변형으로 번역되는 단어인 독일어로 Verwandlung으로 만들었던, 그리스어 τροπή[트로페]로부터 이 속성을 엔트로피로 명명했다. 그 단어는 1868년에 영어로 채택되었다.
이후 루트비히 볼츠만, 조사이어 윌러드 기브스 및 제임스 클러크 맥스웰과 같은 과학자들이 엔트로피에 통계적 기초를 부여했다. 1877년에, 볼츠만은 이상 기체 입자들의 앙상블의 엔트로피를 측정하는 확률론적 방법을 시각화하여, 엔트로피를 기체가 차지할 수 있는 미시 상태의 수의 자연 로그에 비례하는 것으로 정의했다. 이 정의의 비례 상수는 볼츠만 상수라고 불리우며 현대 국제 단위계(SI)를 정의하는 보편 상수 중 하나가 되었다. 이후로는, 통계역학에서 핵심적인 문제는 주어진 양의 에너지 E가 N개의 동일한 시스템에서 어떻게 분포하는지를 결정하는 것이었다. 그리스의 수학자 콘스탄티노스 카라테오도리는, 궤적과 적분가능성의 측면에서, 엔트로피를 비가역성의 수학적 정의와 연결시켰다.

## 어원
1865년 클라우지우스는 '변환'을 뜻하는 그리스어의 이름을 따서 “시스템의 구성에 따라 달라지는 양의 미분”이라는 개념을 엔트로피라고 명명했다. 그는 “변환 내용”(Verwandlungsinhalt)을 동의어로 사용하면서 "열적 및 운동적 내용"(Wärme- und Werkinhalt)을 U의 이름으로 사용했지만, 두 개념이 "물리적 중요성이 거의 유사"하다고 생각하여 에너지라는 단어와 거의 유사한 엔트로피라는 용어를 선호했다. 이 용어는 ἔργον('에르곤', '일')의 어근을 τροπή('트로피', '변형')의 어근으로 대체하여 형성되었다.
좀 더 자세히 설명하자면, 클라우지우스는 "엔트로피"라는 이름을 선택한 이유를 다음과 같이 설명했다:

저는 모든 살아있는 언어에서 같은 의미를 가질 수 있도록 중요한 과학적 양에 대한 이름을 고대 언어로 사용하는 것을 선호한다. 따라서 저는 그리스어 “변형”을 따서 S를 물체의 엔트로피라고 부를 것을 제안한다. 나는 의도적으로 엔트로피라는 단어를 에너지와 유사하게 만들었는데, 왜냐하면 이 두 수량은 물리적 의미가 매우 유사해서, 나에게는 종파들의 비유가 도움이 될 것 같기 때문이다.

리언 쿠퍼는 이런 식으로 덧붙였다 "그는 모든 사람에게 같은 것: 무(nothing)를 의미하는 단어를 만들어내는 데 성공했다".

## 정의와 기술
열역학 제2법칙에 의존하는 엔트로피 개념을 포함하는 모든 방법은 의심 할 여지없이 많은 사람들에게 억지스러워 보일 것이며 초보자에게는 모호하고 이해하기 어렵다고 반발 할 수 있습니다 .
엔트로피의 개념은 고전 열역학의 거시적 관점과 통계역학의 중심이 되는 미시적 기술이라는 두 가지 주요 접근 방식으로 기술된다. 고전적 접근 방식은 부피 질량, 체적, 압력, 온도와 같이 거시적으로 측정 가능한 물리적 특성으로 엔트로피를 정의한다. 엔트로피의 통계적 정의는 처음에는 기체를 구성하는 뉴턴 입자와 같이 고전적으로 모델링된 시스템의 미시적 구성 요소의 운동의 통계로서 정의하고, 또한 나중에는 양자역학적으로(광자, 포논, 스핀 등) 엔트로피를 정의한다. 이 두 가지 접근 방식은 물리적 과정에 보편적으로 적용될 수 있는 것으로 밝혀진  열역학 제2법칙에 표현된 것과 같이 현상에 대한 일관되고 통합된 관점을 형성한다.

### 상태변수와 상태의 함수
많은 열역학적 속성들(thermodynamic properties)은 열역학적 평형 상태를 정의하는 물리적 변수에 의해 정의되며, 이는 본질적으로 상태변수(state variable)이다. 상태 변수는 평형 상태에만 의존하며, 해당 상태로의 경로 진화에는 의존하지 않는다. 상태 변수는 하나의 상태 변수가 다른 상태 변수의 수학적 함수라는 의미에서 상태함수라고도 하는 상태의 함수가 될 수 있다. 종종, 시스템의 일부 속성이 결정되면 시스템의 상태와 다른 속성의 값을 결정하기에 충분하다. 예를 들어, 주어진 양의 기체의 온도와 압력은 이상기체 법칙을 통해 기체의 상태와 부피를 결정한다. 특정 균일한 온도와 압력에서 단일 상의 순수한 물질로 구성된 시스템은 특정 상태가 결정되며, 따라서 특정 부피를 갖는다. 엔트로피가 상태의 함수라는 사실은 엔트로피를 유용하게 만든다. 카르노 사이클에서 작동 유체는 사이클이 시작될 때와 동일한 상태로 돌아가므로, 따라서 이 가역적인 사이클에서 엔트로피와 같은 상태함수의 변화 또는 선적분은 영이다.

### 가역적 과정
시스템의 엔트로피 변화 {\textstyle \mathrm {d} S}는 시스템의 온도 {\textstyle T}로 나눈 가역적인 과정동안 주위로부터 시스템에 전달된, 이 열전달 동안, 열 {\textstyle \delta Q_{\mathsf {rev}}}의 작은 부분으로 잘 정의될 수 있다:
{\displaystyle \mathrm {d} S={\frac {\delta Q_{\mathsf {rev}}}{T}}}.
가역적인 과정은 준정적(quasistatic)(즉, 열역학적 평형에서 무한히 극소량만 벗어나면서 어떤 소멸도 없이 발생)이며, 총 엔트로피를 보존할 수 있다. 예를 들어 카르노 사이클에서 뜨거운 저장소에서 차가운 저장소로의 열 흐름은 차가운 저장소의 엔트로피 증가를 나타내지만, 가역적이고 완벽하게 저장된 작업 출력은 열 엔진을 역으로 작동하여 초기 상태로 되돌리는 데 사용할 수 있는 엔트로피 감소를 나타내므로 만일 전체 과정이 가역적이라면 총 엔트로피 변화는 항상 영이 될 수 있다.
반대로 비가역적 과정은 시스템과 주변 환경의 총 엔트로피를 증가시킨다. 열 평형에서 벗어날 만큼 빠르게 발생하는 모든 과정은 되돌릴 수 없다; 총 엔트로피는 증가하고 과정  중에 수행될 수 있는 최대 일의 퍼텐셜을 잃게 된다.

### 카르노 사이클
엔트로피의 개념은 가역적 열 기관으로서 카르노 열 기관이 수행하는 열역학 사이클인 카르노 사이클에 대한 루돌프 클라우지우스의 연구에서 비롯되었다. 카르노 사이클에서, 열 {\textstyle Q_{\mathsf {H}}}는 등온 팽창 단계에서 뜨거운 저장소에서 일정한 온도 {\textstyle T_{\mathsf {H}}}에서 작동 가스로 전달되고 또한 열 {\textstyle Q_{\mathsf {C}}}는 등온 압축 단계에서 작동 가스에서 일정한 온도 {\textstyle T_{\mathsf {C}}}에서 차가운 저장소로 전달된다. 카르노의 정리에 따르면, 두 개의 열 저장소가 있는 열 기관이 일 {\textstyle W}를 생산할 수 있다는 것은 저장소 간에 온도 차이가 있다는 것과 동일하다. 원래, 카르노는 그가 칼로릭 이론(caloric theory)이 유효하다고 가정하면서, 열 {\textstyle Q_{\mathsf {H}}}과 {\textstyle Q_{\mathsf {C}}} 사이를 구분하지 않았고 따라서 그 시스템의 총 열은 보전되었다. 그러나 실제로는 열 {\textstyle Q_{\mathsf {H}}}의 크기는 열 {\textstyle Q_{\mathsf {C}}}의 크기보다 크다. 클라우지우스와 켈빈의 노력으로, 가역적 열 기관에 의해서 한 일 {\textstyle W}은 카르노 효율 (즉, 동일한 쌍의 열 저장소를 가진 모든 가역적 열 엔진들의 효율)과 등온 팽창 중에 엔진의 작동체에 의해 흡수된 열 {\textstyle Q_{\mathsf {H}}}의 곱인 것으로 밝혀졌다:
{\displaystyle W={\frac {T_{\mathsf {H}}-T_{\mathsf {C}}}{T_{\mathsf {H}}}}\cdot Q_{\mathsf {H}}=\left(1-{\frac {T_{\mathsf {C}}}{T_{\mathsf {H}}}}\right)Q_{\mathsf {H}}}

켈빈은 카르노 효율을 도출하기 위해 등온 팽창 중에 흡수된 열에 대한 일 출력의 비율을 카르노 함수라는 미지의 함수가 포함된 클라우지우스-클라페롱 방정식을 사용하여 평가해야 했다. 줄은 켈빈에게 보낸 편지에서 카르노 함수가 영점 온도에서 측정한 온도일 수 있다는 가능성을 제시했다. 이것은 켈빈이 그의 절대 온도 눈금을 확립할 수 있도록 하였다.
한 사이클 동안 기관에 의해서 생성된 일 {\textstyle W>0}
은 한 사이클 동안 기관에 의해서 흡수된 순 열 {\textstyle Q_{\Sigma }=\left\vert Q_{\mathsf {H}}\right\vert -\left\vert Q_{\mathsf {C}}\right\vert }과 같다. 따라서, 열역학적 과정을 통해 전달된 열 {\textstyle Q}에 대한 부호 규칙(흡수에는 {\textstyle Q>0} 그리고 소산에는 {\textstyle Q<0})과 더불어 우리는 다음을 얻는다:

{\displaystyle W-Q_{\Sigma }=W-\left\vert Q_{\mathsf {H}}\right\vert +\left\vert Q_{\mathsf {C}}\right\vert =W-Q_{\mathsf {H}}-Q_{\mathsf {C}}=0}

이 등식은 카르노 사이클 전체에 걸쳐 유지되므로, 클라우지우스는 사이클의 각 단계에서, 순열 그 자체가 아니라, 일과 순열 간의 차이가 보존될 것이라는 힌트를 얻었다. 그것은   변화 {\textstyle \mathrm {d} U=\delta Q-\mathrm {d} W}인 상태 함수 {\textstyle U}가 존재한다는 것을 의미한다. 그것은 내부 에너지라고 불리며 또한 열역학 제1법칙의 중심 개념을 형성한다.
마지막으로, 카르노 사이클에서 일 결과물의 두 가지 표현들의 비교는 우리에게 다음을 부여한다:
{\displaystyle {\frac {\left\vert Q_{\mathsf {H}}\right\vert }{T_{\mathsf {H}}}}-{\frac {\left\vert Q_{\mathsf {C}}\right\vert }{T_{\mathsf {C}}}}={\frac {Q_{\mathsf {H}}}{T_{\mathsf {H}}}}+{\frac {Q_{\mathsf {C}}}{T_{\mathsf {C}}}}=0}
내부 에너지의 도출과 유사하게, 이 등식은 전 사이클에서 걸쳐서 보존되는 변화 {\textstyle \mathrm {d} S=\delta Q/T}인 상태 함수 {\textstyle S}의 존재를 의미한다.클라우지우스는 이 상태 함수를 엔트로피라고 불렀다.
추가로, 열 전달 방향의 반전은 등온 단계에서 전달되는 열의 부호 반전을 의미하므로 카르노 사이클 동안 두 열 저장소의 엔트로피 총 변화량도 역시 영이다:
{\displaystyle -{\frac {Q_{\mathsf {H}}}{T_{\mathsf {H}}}}-{\frac {Q_{\mathsf {C}}}{T_{\mathsf {C}}}}=\Delta S_{\mathsf {r,H}}+\Delta S_{\mathsf {r,C}}=0}

여기서는 우리는 열 저장소의 엔트로피 변화를 {\textstyle \Delta S_{{\mathsf {r}},i}=-Q_{i}/T_{i}} 에 의해서 나타낸는데, 여기서 {\textstyle i} 는 뜨거운 저장소 {\textstyle {\mathsf {H}}} 또는 차가운 것 {\textstyle {\mathsf {C}}}이다.
만일 카르노 사이클보다 덜 효과적인 열 기관을 고려하면(즉, 이 기관에 의한 일 {\textstyle W}는 카르노 정리에 의해 예측된 최대치보다 작다), 이 엔진의 일 출력은 다음과 같이 카르노 효율에 의해서 제한된다:
{\displaystyle W<\left(1-{\frac {T_{\mathsf {C}}}{T_{\mathsf {H}}}}\right)Q_{\mathsf {H}}}

순 열로서의 일 {\textstyle W}를 위의 부등식에 대입하면 다음이 된다:
{\displaystyle {\frac {Q_{\mathsf {H}}}{T_{\mathsf {H}}}}+{\frac {Q_{\mathsf {C}}}{T_{\mathsf {C}}}}<0}

또는 엔트로피 변화 {\textstyle \Delta S_{{\mathsf {r}},i}}의 관점에서는:
{\displaystyle \Delta S_{\mathsf {r,H}}+\Delta S_{\mathsf {r,C}}>0}

위에 표시된 카르노 사이클과 엔트로피는 모든 고전적인 열역학적 열 기관 연구에 유용하다는 것이 입증되었다. 오토, 디젤 또는 브레이턴 사이클과 같은 다른 사이클도 같은 관점에서 분석할 수 있다. 특별히, 카르노보다 더 큰 효율을 낸다고 주장되는 열을 일로 변환하는(즉: 열 기관) 모든 기계나 사이클 과정은 열역학 제2법칙을 위반하므로 실행 가능하지 않다.
입자 집합체와 같이 충분히 이산적인 시스템을 더 자세히 분석하려면 통계역학을 사용해야 한다. 추가로, 예로서 광전지와 같은 드브로이파의 한계 근처에서 작동하는 장치에 대한 설명은 양자통계역학와 일치해야 한다.

### 고전 열역학
엔트로피의 열역학적 정의는 1850년대 초 루돌프 클라우지우스에 의해 개발되었으며, 기본적으로 열역학적 평형 상태에 있는 고립계의 엔트로피를 그 부분들과 함께 측정하는 방법을 설명한다. 클라우지우스는 카르노 사이클을 특성화하는 데 유용한 것으로 밝혀진 크기 성질 열역학적 변수로서 엔트로피라는 용어를 만들었다. 카르노 사이클의 등온 단계(등온 팽창과 등온 압축)에서의 열 전달은 시스템의 온도(그 절대 온도로 알려짐)에 비례하는 것으로 밝혀졌다. 이 관계는 증분 열전달량을 온도로 나눈 것과 같은 엔트로피의 증분으로 표현되었다. 엔트로피는 열역학적 사이클에 따라 달라지지만 결국 모든 사이클이 끝나면 같은 값으로 돌아오는 것으로 밝혀졌다. 따라서 엔트로피는 상태, 특히 시스템의 열역학적 상태 함수라는 것이 밝혀졌다.
클라우지우스는 가역적인 과정을 기반으로 정의를 내렸지만, 엔트로피를 변화시키는 비가역적인 과정도 존재한다. 열역학 제2법칙에 따라 고립계의 엔트로피는 비가역적 프로세스의 경우 항상 증가한다. 고립계와 패쇄 시스템의 차이점은 고립계로 그리고 그로부터 에너지가 흐르지 않을 수 있지만, 폐쇄 시스템으로 또한 그로부터 에너지가 흐를수 있다는 것이다. 그럼에도 불구하고 폐쇄 시스템과 고립계 모두, 그리고 개방 시스템에서도, 비가역적인 열역학 과정이 발생할 수 있다.
클라우지우스 등식(Clausius equality)에 따르면, 가역적 사이클 열역학적 과정의 경우에는:
{\displaystyle \oint {\frac {\delta Q_{\mathsf {rev}}}{T}}=0}

이것은 선적분 {\textstyle \int _{L}{\delta Q_{\mathsf {rev}}/T}} 는 경로-독립적이다. 따라서 우리는 엔트로피라 불리는 상태함수 {\textstyle S} 를 정할 수 있다:
{\displaystyle \mathrm {d} S={\frac {\delta Q_{\mathsf {rev}}}{T}}}
그러므로, 열역학적 엔트로피는 에너지의 크기를 온도로 나눈 값이며, 국제 단위계(SI)로는 켈빈당 줄(J/K) 단위를 갖는다.
시스템의 두 상태 사이의 엔트로피 차이를 구하려면 초기 상태와 최종 상태 사이의 가역 경로에 대해 적분을 평가해야 한다. 엔트로피는 상태 함수이므로 가역 경로에 대한 시스템의 엔트로피 변화는 동일한 두 상태 사이의 가역 경로와 동일하다. 하지만, 주변으로 또는 주변으로 또는 그로부터 전달되는 열은 엔트로피 변화와 마찬가지로 다르다.
우리는 엔트로피의 변화는 위의 공식을 적분해야만 계산할 수 있다. 엔트로피의 절대값을 구하기 위해 열역학 제3법칙을 고려한다. 절대 영도에서 완벽한 결정들은 엔트로피 {\textstyle S=0} 을 갖는다.
거시적 관점에서, 고전 열역학에서 엔트로피는 열역학 시스템의 상태 함수로 해석된다: 즉 시스템의 현재 상태에만 의존하는 특성으로 해석도며, 그 상태가 어떻게 달성되었는지에 대해서는 무관하다. 어떤 과정에서든, 시스템이 온도 {\textstyle T} 에서 에너지의 {\displaystyle \Delta E} 를 주변으로 방출하는 경우, 그 엔트로피는 {\textstyle \Delta S} 만큼 떨어지고 또한 최소 에너지의 {\textstyle T\cdot \Delta S} 는 주변으로 열로 방출되어야 한다. 그렇지 않으면 이 과정은 앞으로 나아갈 수 없다. 고전 열역학에서 시스템의 엔트로피이 정의된다는 것은 그것이 열역학적 평형 상태에 있다는 것과 동일하다 (하지만 화학 평형은 필요하지는 않다: 예를 들어, 표준 조건에서 수소 2몰과 산소 1몰의 혼합물의 엔트로피는 잘 정의되어 있다).

### 통계역학
이 통계적 정의는 1870년대에 루트비히 볼츠만이 시스템의 미시적 구성 요소의 통계적 거동을 분석하여 개발했다. 볼츠만은 이 엔트로피의 정의가 열역학적 엔트로피와 볼츠만 상수라고 알려진 일정한 계수 내에서 동일하다는 것을 보여주었다. 요컨대, 열역학적 엔트로피 정의는 엔트로피에 대한 실험적 검증을 제공하는 반면, 통계적 엔트로피 정의는 그 개념을 확장하여 엔트로피의 본질에 대한 설명과 더 깊은 이해를 제공한다.
통계역학에서의 엔트로피 해석은 온도, 압력, 부피와 같은 관찰 가능한 거시적 특성을 고려한 후, 시스템에 대해 남아있는, 기브스의 문구로는, 불확실성, 무질서 또는 혼동성(mixedupness) 의 측정이다. 주어진 거시적 변수 집합에 대해, 엔트로피는 시스템의 확률이 여러 가능한 미시상태(microstate)에 걸쳐 분산되어 있는 정도를 측정한다. 명백하게 관찰 가능한 평균 수량을 특징짓는 거시 상태와 달리, 미시상태는 모든 분자의 위치와 운동량을 포함하여 시스템에 대한 모든 분자 상세를 열거한다. 이러한 상태가 시스템에 상당한 확률로 더 많이 존재할수록, 엔트로피는 커진다. 통계역학에서, 엔트로피는 시스템을 배열할 수 있는 방법의 수의 측정으로, 종종 "무질서"(엔트로피가 높을수록, 무질서도도 높아진다)의 측정으로 간주된다. 이 정의는 엔트로피가 시스템의 관찰 가능한 거시적 상태(거시상태)를 유발할 수 있는 시스템의 개별 원자 및 분자의 가능한 미시적 구성들(미시상태(microstates))의 수의 자연 로그에 비례한다고 기술한다. 비례 상수는 볼츠만 상수이다.
볼츠만 상수, 그리고 따라서 엔트로피는, 에너지의 크기를 온도로 나눈 값으로, 국제 단위계에서는 켈빈당 줄(J⋅K-1)(기본 단위로는 kg⋅m2⋅s-2⋅K-1)을 단위로 한다. 물질의 엔트로피는 일반적으로 단위 질량당 엔트로피(SI 단위: J⋅K-1⋅kg-1) 또는 단위 물질의 양당 엔트로피(SI 단위: J⋅K-1⋅mol-1) 중 하나의 세기 성질로 표시된다.
구체적으로 엔트로피는 여러 상태를 가진 시스템에 대한 로그 측정으로, 각 상태가 점유될 확률 p_{i} (일반적으로 볼츠만 분포에 의해 주어지는)을 갖는다:
{\displaystyle S=-k_{\mathsf {B}}\sum _{i}{p_{i}\ln {p_{i}}},}
여기서 k_{\mathsf {B}}는 볼츠만 상수이며, 시스템의 모든 가능한 미시상태에 대해 합이 수행된다.
상태가 연속적인 방식으로 정의되는 경우, 그 합은 가능한 모든 상태에 대한 적분으로 대체되거나, 동등하게 우리는 미시상태가 점유되는 확률의 로그의 기대값을 고려할 수 있다:
{\displaystyle S=-k_{\mathsf {B}}\left\langle \ln {p}\right\rangle .}
이 정의는 기준 상태가 상대 위상에 대한 정보가 없는 방식으로 선택된다고 가정한다. 일반적인 경우의 표현은 다음과 같다:
{\displaystyle S=-k_{\mathsf {B}}\ \mathrm {tr} {\left({\hat {\rho }}\times \ln {\hat {\rho }}\right)},}
여기서 {\hat {\rho }} 는 밀도 행렬, {\displaystyle \mathrm {tr} }은 대각합류 작용소이고, 또한 {\displaystyle \ln }은 행렬 로그(matrix logarithm)이다. 만일 그 시스템이 열 평형 상태이면 기저 상태가 해밀턴의 고유 상태(eigenstates)로 선택되는 한 밀도 행렬 형식주의는 필요하지 않다. {\textstyle S} 에 대한 다른 모든 공식이 이로부터 도출될 수 있지만, 그 반대의 경우는 아니기 때문에, 대부분의 실용적인 목적을 위해서 그것은 엔트로피의 기본 정의로서 취해질 수 있다.
통계역학의 기본 가정(the fundamental postulate in statistical mechanics)이라고 불리는 것에서, 동일한 에너지를 가진 시스템 미시상태들 사이에서 (즉, 축퇴 미시상태) 각 미시상태는 동일한 확률로 채워진다고 가정되어 p_{i}=1/\Omega , 여기서 \Omega 는 시스템의 에너지와 같은 미시상태의 개수이다. 일반적으로 이 가정은 열역학적 평형 상태의 고립된 시스템에 대해 정당화된다. 그러면 고립계의 경우 이전 공식은 다음과 같이 축소된다:
{\displaystyle S=k_{\mathsf {B}}\ln {\Omega }.}
열역학에서 이러한 시스템은 작은 바른틀 앙상블이라고 하는 고정된 부피, 분자 수 및 내부 에너지인 시스템이다.
엔트로피에 대한 가장 일반적인 해석은 시스템에 대한 불확실성의 정도의 측정으로서이다. 시스템의 평형 상태는 보존된 변수를 제외한 초기 조건에 대한 모든 정보를 반영하지 않기 때문에 엔트로피를 최대화한다. 이러한 불확실성은 일상적인 주관적 불확실성이 아니라 실험 방법과 해석적 모형에 내재된 불확실성이다.
해석적 모형은 엔트로피를 결정하는 데 있어 중심적인 역할을 한다. 위의 "주어진 거시적 변수의 집합에 대해"라는 한정어는 두 관찰자가 서로 다른 거시적 변수 집합을 사용할 때 깊은 의미를 갖는다. 예를 들어 관찰자 A가 U, V, W 변수를 사용하고 관찰자 B가 U, V, W, X 변수를 사용하는 경우를 생각해 보라. 관측자 B가 변수 {\textstyle X}를 변경하면 관측자 A는 변수 {\textstyle X} 와 시스템에 미치는 영향에 대한 정보가 없으므로 열역학 제2법칙을 위반하는 것으로 간주된다. 즉, 시스템을 설명하기 위해서 완전한 거시적 변수의 집합, 즉 실험 중에 변경될 수 있는 모든 독립 변수를 선택해야만 한다.
엔트로피는 가역적 역학(reversible dynamics) 및 상세한 균형(Detailed balance) 속성을 가진 모든 마르코프 과정에 대해서도 정의될 수 있다.
볼츠만은 그의 1896년“기체 이론에 관한 강연“에서 이 표현이 기체 위상에서 원자와 분자의 시스템을 위한 엔트로피의 측정을 부여하므로, 따라서 고전 열역학의 엔트로피를 위한 측정을 제공함을 보여주었다.

### 시스템의 엔트로피

한 열역학 시스템

증기의 온도-엔트로피 다이어그램(temperature–entropy diagram). 세로축은 균일한 온도를 나타내고 가로축은 특정 엔트로피를 나타낸다. 그래프의 각 어두운 선은 일정한 압력을 나타내며, 이들은 일정한 부피의 밝은 회색 선으로 메쉬를 형성한다. (진한 파랑은 액체 물, 연한 파랑은 액체-증기 혼합물이고, 옅은 파랑은 증기이다. 회-파랑은 초임계의 액체 물을 나타낸다.)

열역학계에서는, 평형 상태가 다른 어떤 상태보다 더 높은 확률(더 많은 가능한 미시상태(microstates)의 조합)을 가지기 때문에, 압력과 온도는 시간이 지남에 따라 균일해지는 경향이 있다. 예를 들어, 실온에서 공기 중에 있는 얼음물 한 잔의 경우, 따뜻한 방(주변)과 차가운 얼음과 물(방의 일부가 아닌 시스템)의 온도 차이는 따뜻한 주변의 열에너지의 일부가 차가운 얼음과 물의 시스템으로 퍼지면서 줄어든다. 시간이 지남에 따라 유리잔과 그 내용물의 온도와 방의 온도는 같아진다. 다른 말로는, 방의 일부 에너지가, 엔트로피가 증가하게 된, 얼음과 물로 분산하게 됨에 따라 방의 엔트로피는 감소하였다.
그렇지만, 예제에서 계산한 것처럼 얼음과 물 시스템의 엔트로피는 주변 방의 엔트로피가 감소한 것보다 더 많이 증가했다. 방과 얼음물과 같이 고립계에서 따뜻한 곳에서 차가운 곳으로 에너지가 분산되면 항상 엔트로피는 순증가한다. 따라서, 방과 얼음물 시스템의 "우주"가 온도 평형에 도달할 때, 초기 상태로부터 엔트로피 변화는 최대가 된다. 열역학계의 엔트로피는 평형화가 얼마나 진행되었는가의 측정이다.
열역학적 엔트로피는 물리학 및 화학의 과학에서 매우 중요한 비-보존 상태 함수이다. 역사적으로, 엔트로피의 개념은 일부 과정들(보존 법칙에 의해 허용되는)은 자발적으로 발생하고 반면에 그것들의 시간 역전(또한 보존 법칙에 의해 허용되는)은 발생하지 않으며; 시스템은 엔트로피를 증가시키는 방향으로 진행되는 경향을 설명하기 위해 진화해 왔다. 고립계의 경우, 엔트로피는 절대 감소하지 않는다. 이 사실은 과학에서 몇 가지 중요한 결과를 낳는다: 첫째, "영구 운동" 기계를 금지한다; 둘째, 엔트로피의 화살표가 시간의 화살과 같은 방향을 가지고 있다는 것을 의미한다. 시스템과 주변 환경의 총 엔트로피가 증가는 비가역적인 변화에 해당하는데, 이는 일부 에너지가 폐열로 소비되어, 한 시스템이 수행할 수 있는 일의 양을 제한하기 때문이다.
다른 많은 상태 함수와 달리 엔트로피는 직접 관찰할 수 없고 계산해야 한다. 물질의 절대 표준 몰 엔트로피는 측정된 열용량의 온도 의존성으로부터 계산할 수 있다. 이온의 몰 엔트로피는 영 엔트로피로 정의된 기준 상태와의 엔트로피 차이로 구할 수 있다. 열역학 제2법칙는 고립계의 엔트로피는 증가하거나 일정하게 유지되어야 한다고 진술한다. 따라서, 엔트로피는 보존되는 양이 아니다: 예를 들어, 온도가 균일하지 않은 고립계에서는 열은 비가역적으로 흐르고, 또한 온도는 더욱 균일해지며 그렇게 엔트로피는 증가한다. 화학 반응은 엔트로피의 변화를 일으키고 또한 시스템 엔트로피는, 엔탈피와 연계해서, 화학 반응이 자발적으로 진행되는 방향을 결정하는 데 중요한 역할을 한다.
엔트로피의 한 사전적 정의는 순환 과정에서 "유용한 작업에 사용할 수 없는 단위 온도당 열에너지의 측정"이다. 예를 들어, 온도가 균일한 물질은 엔트로피가 최대이므로 열 기관을 구동할 수 없다. 온도가 균일하지 않은 물질은 (열 분포가 균일하도록 허용된 경우보다) 엔트로피가 낮으며 열 에너지의 일부는 열 엔진을 구동할 수 있다.
엔트로피 증가의 특별한 경우인 혼합의 엔트로피(entropy of mixing)는 두 가지 이상의 서로 다른 물질이 혼합될 때 발생한다. 만일 물질이 동일한 온도와 압력에 있다면, 열이나 일의 순 교환은 없다 - 엔트로피 변화는 전적으로 서로 다른 물질의 혼합으로 인한 것이다. 통계학적 수준에서는, 이 결과는 혼합에 따른 입자당 가용 부피의 변화로 인해 발생한다.

### 정의의 동등성
기본적 열역학 관계(Fundamental thermodynamic relation)와 같이 함께하는 통계역학에서의 엔트로피 - 깁스 엔트로피 공식(Gibbs entropy formula): {\displaystyle S=-k_{\mathsf {B}}\sum _{i}{p_{i}\ln {p_{i}}}}와 고전 열역학에서의 엔트로피: {\displaystyle \mathrm {d} S={\frac {\delta Q_{\mathsf {rev}}}{T}}} 사이의 동등성 증명은 작은 바른틀 앙상블, 바른틀 앙상블, 큰 바른틀 앙상블, 및 등온-등압 앙상블(isothermal–isobaric ensemble)로 알려져 있다. 이러한 증명들은 일반화된 볼츠만 분포의 미시상태의 확률 밀도와 열역학적 내부 에너지를 앙상블 평균 {\displaystyle U=\left\langle E_{i}\right\rangle }로서 식별하는 것을 기반으로 힌다. 그런 다음 열역학적 관계를 사용하여 잘 알려진 깁스 엔트로피 공식을 도출한다. 그렇지만, 깁스 엔트로피 공식과 엔트로피의 열역학적 정의 사이의 동등성은 기본적 열역학적 관계라기 보다는 일반화된 볼츠만 분포의 형식의 결과이다.
나아가, 통계역학에서 엔트로피의 정의는 다음과 같은 가정 하에서 고전 열역학 엔트로피와 동등한 유일한 엔트로피라는 것이 밝혀졌다:
1. 확률 밀도 함수는 앙상블 매개변수와 무작위 변수의 일부 함수에 비례한다.
2. 열역학 상태 함수는 무작위 변수의 앙상블 평균으로 기술된다.
3. 무한 온도에서, 모든 미시상태는 동일한 확률을 갖는다.

## 열역학 제2법칙
열역학 제2법칙에 따르면 일반적으로 어떤 시스템의 총 엔트로피는 다른 시스템의 엔트로피를 증가시키는 것 외에는 감소하지 않는다. 따라서, 환경으로부터 고립된 시스템에서는 해당 시스템의 엔트로피가 감소하지 않는 경향이 있다. 따라서 더 차가운 물체에서 더 뜨거운 물체로 열이 흐르기 위해서는 더 차가운 물체에 일을 가하지 않으면 불가능하다. 둘째로, 사이클에서 작동하는 어떤 장치도 단일 온도 저장소에서 순열을 생성하는 것은 불가능하다. 순열을 생성하려면 더 뜨거운 저장소에서 더 차가운 저장소로 열이 흐르거나 단열 냉각을 통해 단열적 일을 수행하는 단일 팽창 저장소가 필요하다. 결과적으로 영구 운동 기계의 가능성은 없다. 화학 반응과 같은 특정한 과정에서 엔트로피 증가가 감소한다는 것은 에너지적으로 더 효율적이라는 것을 의미한다.
열역학 제2법칙에 따르면 격리되지 않은 시스템의 엔트로피는 감소할 수 있다. 예를 들어, 에어컨은 방의 공기를 냉각하고, 따라서 해당 시스템의 공기 엔트로피를 감소시킬 수 있다. 에어컨이 외부 공기로 운반하여 배출하는 실내(그 시스템)에서 방출되는 열은 항상 해당 시스템의 공기 엔트로피 감소보다 환경의 엔트로피에 더 큰 기여를 한다. 따라서, 열역학 제2법칙에 따라서, 실내의 엔트로피와 환경의 엔트로피의 총합은 증가한다.
역학에서 두 번째 법칙은 기본적 열역학 관계식(Fundamental thermodynamic relation)과 연계하여 유용한 일(useful work)을 수행하는 시스템의 능력에 제한을 가한다. 무한한 양의 열 {\textstyle \delta q} 을 흡수하는 온도 {\textstyle T} 에서 시스템의 엔트로피 변화 {\textstyle \delta q/T} 는 가역적인 방식으로 주어진다, 보다 명시적으로, T_{R}S 에너지는 유용한 작업을 수행하는 데 사용할 수 없으며, 여기서 T_{R} 은 시스템 외부에서 가장 차가운 접근 가능한 저장소 또는 시스템
외부 방열판의 온도이다. 그 이상의 논의는, 엑서지 를 참조하라.
통계역학은 엔트로피가 확률의 지배를 받는다는 것을 보여주며, 따라서 고립계에서도 무질서가 감소할 수 있다. 비록 이것이 가능하지만, 이러한 이벤트가 발생할 확률은 매우 낮기 때문에, 가능성은 거의 없다.
열역학 제2법칙의 적용 가능성은 평형 상태에 있거나 충분히 가까운 시스템으로 제한되어 엔트로피를 정의한다. 열역학 평형을 벗어난 일부 비균질 시스템은 여전히 국소적 열역학 평형의 가설을 만족하므로 엔트로피 밀도가 국지적으로 집약된 양으로 정의된다. 이러한 시스템의 경우에는, 최대 시간 엔트로피 생성률의 의 원칙을 적용할 수 있다. 이는 이러한 시스템이 시간 엔트로피 생성률을 최대화하는 정상 상태로 진화할 수 있다는 것을 진술한다. 이는 그러한 시스템이 반드시 항상 최대 시간 엔트로피 생성률의 상태에 있다는 것을 의미하는 것이 아니라; 그것은 그러한 정상 상태로 진화할 수 있다는 것을 의미한다.

## 응용

### 기본적 열역학 관계식
시스템의 엔트로피는 내부 에너지와 부피와 같은 외부 매개변수에 따라 달라진다. 열역학적 극한에서 이 사실은 내부 에너지 U의 변화와 엔트로피 및 외부 매개변수의 변화를 연관시키는 방정식으로 이어진다. 이 관계는 기본적 열역학 관계식으로 알려져 있다. 외부 압력 p가 유일한 외부 매개변수로서 부피 V 에 영향을 미치는 경우, 이 관계는 다음과 같다:
{\displaystyle \mathrm {d} U=T\ \mathrm {d} S-p\ \mathrm {d} V}
내부 에너지와 엔트로피는 모두 온도 T의 단조함수들이므로, 엔트로피와 부피를 지정하면 내부 에너지가 고정되어 있음을 의미하며, 이 관계는 열 평형 상태에서 만일 엔트로피와 부피가 무한소로 큰 다른 상태로의 변화가 비-준정적인(non-quasistatic) 방식으로 일어나더라도 유효하다 (따라서 이 변화 동안 시스템은 열 평형에서 매우 멀리 떨어져 전체 시스템의 엔트로피, 압력 및 온도가 존재하지 않을 수 있다).
기본적 열역학 관계식은, 시스템의 미시적 세부 사항과는 무관하게, 일반적으로 유효한 많은 열역학적 동일성들을 의미한다. 중요한 예로는 맥스웰 관계식과 열용량 관계식(relations between heat capacities)이 있다.

### 화학 열역학에서의 엔트로피
열역학적 엔트로피는 화학열역학의 중심으로, 변화를 정량화하고 또한 반응의 결과를 예측할 수 있게 해준다. 열역학 제2법칙는 고립계 - 연구 중인 하위 시스템과 그 주변 환경의 조합 - 의 엔트로피는 모든 자발적인 화학 및 물리적 과정에서 증가한다고 진술한다. 클라우지우스 방정식(Clausius equation)은 엔트로피 변화의 측정을 도입하여 시스템 간의 열 전달-항상 더 뜨거운 물체에서 더 차가운 물체로 자발적으로-과  같은 단순한 변화의 방향을 기술하고 그 크기를 정량화한다.
열역학적 엔트로피는 시스템의 크기나 범위에 따라 확장되는 크기 성질 속성이며. 이는 시스템의 크기나 범위와 더불어 규모화 한다는 것을 의미한다. 많은 과정에서 엔트로피를 연구하는 시스템 유형의 특정 엔트로피 특성을 크기와 무관한 세기 성질로 지정하는 것이 유용하다. 특정 엔트로피는 질량 단위, 일반적으로 킬로그램(단위: J⋅kg-1⋅K-1)을 기준으로 표현될 수 있다. 대안적으로는, 화학에서, 물질의 한 몰을 가리키기도 하며, 이 경우 몰 엔트로피 (단위: J⋅mol-1⋅K-1)라고 불린다.
따라서 약 0 K에 있는 한 몰의 물질이 주변 환경에 의해 298 K까지 따뜻해지면, q_{\mathsf {rev}}/T의 증분 값의 합은 각 원소 또는 화합물의 표준 몰 엔트로피를 구성하며, 298 K에서 물질이 저장한 에너지의 양을 나타내는 지표이다. 엔트로피 변화는 또한 물질의 혼합을 최종 혼합물내의 상대적 양의 합으로 측정한다.
엔트로피는 복잡한 화학 반응의 범위와 방향을 예측하는 데에도 마찬가지로 필수적이다. 이러한 응용 분야에서는 시스템과 그 주변 환경을 모두 포함하는 식에는 \Delta S는 통합되야 한다:
{\displaystyle \Delta S_{\mathsf {universe}}=\Delta S_{\mathsf {surroundings}}+\Delta S_{\mathsf {system}}.}
추가 단계를 거치면 이 표현은 일정한 압력과 온도 {\textstyle T} 에서 시스템 내 반응물과 생성물에 대한 깁스 자유 에너지 변화 방정식:
{\displaystyle \Delta G=\Delta H-T\ \Delta S,}
여기서 {\textstyle \Delta H}는 엔탈피 변화이고 {\textstyle \Delta S}는 엔트로피 변화이다.

### 엔트로피 정보를 저장하고 통신하는 세계의 기술적 용량
2011년 《사이언스》의 한 연구는 2007년에 이용 가능한 가장 효과적인 압축 알고리즘을 기반으로 최적으로 압축된 정보를 저장하고 통신할 수 있는 세계의 기술적 용량을 추정하여, 따라서 기술적으로 이용 가능한 소스의 엔트로피를 추정했다. 저자의 인류의 정보 저장 기술적 용량의 추정은 1986년에는 2.6 (엔트로피적으로 압축된) 엑사바이트에서 2007년에는 295 (엔트로피적으로 압축된) 엑사바이트로 증가했다. 단방향 방송 네트워크를 통해 정보를 수신할 수 있는 세계의 기술적 용량은 1986년에는 (엔트로피적으로 압축된) 정보의 432 엑사바이트였으며, 2007년에는 1.9 제타바이트로 되였다. 양방향 통신 네트워크를 통해 정보를 교환할 수 있는 세계의 효과적인 용량은 1986년에 (엔트로피적으로 압축된) 정보의 281 페타바이트에서, 2007년에는 65 (엔트로피적으로 압축된) 엑사바이트로 증가했다.

### 열린 시스템에 대한 엔트로피 균형 방정식

정상 상태 연속 작동 중에, 열린 시스템에 적용된 엔트로피 균형은 시스템 경계를 가로지르는 열 흐름 및 질량 흐름과 관련된 시스템 엔트로피 변화를 설명한다.

화학공학에서 열역학의 원리는 "열린 시스템(open system)", 즉,  열, 일(work) 및 질량이 시스템 경계를 가로질러 흐르는 경우에 공통적으로 적용된다. 일반적으로 시스템 경계를 가로질러 흐르는 열의 흐름 {\textstyle {\dot {Q}}}, 축 일(shaft work) {\textstyle {\dot {W}}_{\mathsf {S}}}의 흐름 및 압력-부피 일 {\textstyle P{\dot {V}}}은 그 시스템의 엔트로피 변화를 일으킨다. 열 전달은 엔트로피 전달 {\textstyle {\dot {Q}}/T}를 수반하며, 여기서 {\textstyle T}는 열 흐름 지점에서 시스템의 절대 열역학 온도이다. 만일 시스템 경계를 가로지르는 질량 흐름이 있는 경우, 이는 또한 시스템의 총 엔트로피에도 영향을 미친다. 이 설명은, 열과 일의 관점에서, 일과 열 전달이 시스템에서 물질의 출입 경로로부터 물리적으로 구별되는 경로에 의한 경우에만 유효하다.
일반화된 엔트로피 균형 방정식을 도출하기 위해, 우리는 에너지와 같이 보존될 수도 있고 엔트로피와 같이 보존되지 않을 수도 있는 양인 열역학계에서 크기 양 {\textstyle \theta }의 변화에 대한 일반 균형 방정식으로 시작한다. 기본 일반 균형 표현은 {\textstyle \mathrm {d} \theta /\mathrm {d} t}, 즉 시스템 내에서 {\textstyle \theta }의 변화 속도는 시스템 경계에서 시스템에 들어오는 속도에서 {\textstyle \theta }가 시스템 경계를 넘어 시스템을 떠나는 속도를 빼고 시스템 내에서 생성되는 속도를 더한 값이다. 열과 일이 물질 전달 경로와 별도로 경로를 통해 전달되는 개방형 열역학계의 경우, 이 일반 균형 방정식을 사용하여 크기 양 엔트로피 {\textstyle S}의 시간 {\textstyle t}에 따른 변화 속도에 대해서, 엔트로피 균형 방정식은 다음과 같다:
{\displaystyle {\frac {\mathrm {d} S}{\mathrm {d} t}}=\sum _{k=1}^{K}{{\dot {M}}_{k}{\hat {S}}_{k}+{\frac {\dot {Q}}{T}}+{\dot {S}}_{\mathsf {gen}}},}
여기서 {\textstyle \sum _{k=1}^{K}{{\dot {M}}_{k}{\hat {S}}_{k}}} 는 단위 질량 {\textstyle {\hat {S}}_{k}} 당 엔트로피와 더불어 시스템 속으로와 밖으로 흐르는 질량 {\textstyle {\dot {M}}_{k}}으로 인한 엔트로피 순 흐름 속도이며, {\textstyle {\dot {Q}}/T}는 시스템 경계를 가로지르는 열의 흐름으로 인한 엔트로피 흐름 속도이며, {\textstyle {\dot {S}}_{\mathsf {gen}}} 는 시스템 내에서 엔트로피 생성(entropy productuion)의 속도로, 예를 들어 화학 반응, 상전이, 내부 열 전달 또는 점성 같은 마찰 효과 등이 있다.
여러 열 흐름이 있을 경우에는, 용어 {\textstyle {\dot {Q}}/T}는 {\textstyle \sum _{j}{{\dot {Q}}_{j}/T_{j}}}로 대체된다. 여기서 {\textstyle {\dot {Q}}_{j}}는 열 흐름이 시스템으로 들어오는 것을 의미하며, {\textstyle j}-번째 포트의 온도는 {\textstyle j}-번째 포트의 온도를 의미한다.
"entropy 균형"이라는 명명법은 오해의 소지가 있으며 엔트로피가 보존된 양이 아니기 때문에 종종 부적절한 것으로 간주된다. 다른 말로, {\textstyle {\dot {S}}_{\mathsf {gen}}}라는 용어는 결코 알려진 양이 아니라 위의 표현에 기반하여 항상 유도된 양이다. 그러므로, 제2법칙의 개방형 시스템 버전은 가역 과정의 경우 영, 비가역 과정의 경우 양의 값을 갖는 다음과 같이 지정하므로: {\displaystyle {\dot {S}}_{\mathsf {gen}}\geq 0} "엔트로피 생성 방정식"으로 더 적절하게 기술될 수 있다.

## 간단한 과정에 대한 엔트로피 변화 공식
일정한 구성을 가진 시스템에서 특정 단순 변환의 경우, 엔트로피 변화는 간단한 공식으로 주어진다.

### 이상 기체의 등온 팽창 또는 압축
초기 부피 {\textstyle V_{0}}와 압력 {\textstyle P_{0}}에서 최종 부피 {\textstyle V}와 압력 {\textstyle P}로의 이상 기체의 팽창(또는 압축)에 대해서, 엔트로피의 변화는 다음과 같이 주어진다: {\displaystyle \Delta S=nR\ln {\frac {V}{V_{0}}}=-nR\ln {\frac {P}{P_{0}}},} 여기서 {\textstyle n}은 기체의 양이다 (몰로). 그리고 {\textstyle R}은 이상 기체 상수이다. 이 방정식들은, 이상 기체의 온도, 내부 에너지 및 엔탈피가 일정하게 유지되는, 유한 진공으로의 팽창이나 줄-톰슨 효과에도 적용된다.

### 냉방 및 난방
초기 온도 {\textstyle T_{0}}에서 최종 온도 {\textstyle T}로 일정한 압력으로 모든 시스템(기체, 액체 또는 고체)을 순수하게 가열하거나 냉각하는 경우, 엔트로피 변화는 다음과 같다:
{\displaystyle \Delta S=nC_{\mathrm {P} }\ln {\frac {T}{T_{0}}}.}
일정 압력 몰 열용량 (또는 비열)  {\textstyle C_{\mathrm {P} }}가 일정하고 이 온도 구간에서 상전이가 발생하지 않는 경우이다.
유사하게 일정한 부피에서, 엔트로피 변화는 다음과 같다: {\displaystyle \Delta S=nC_{\mathrm {V} }\ln {\frac {T}{T_{0}}},} 여기서 일정한 부피의 몰 열용량 {\textstyle C_{\mathrm {V} }}는 일정하고 상변화가 없다.
절대 영도에 가까운 저온에서는 고체의 열용량이 거의 영으로 빠르게 감소하기 때문에 일정한 열용량에 대한 가정은 적용되지 않는다.
엔트로피는 상태 함수이므로, 온도와 부피가 모두 변하는 모든 과정의 엔트로피 변화는 두 단계-일정한 부피에서 가열하고 또한 일정한 온도에서 팽창하는-로 나뉘는 한 경로로서 동일하다. 이상 기체의 경우, 총 엔트로피 변화는 다음과 같다::
{\displaystyle \Delta S=nC_{\mathrm {V} }\ln {\frac {T}{T_{0}}}+nR\ln {\frac {V}{V_{0}}}.} 유사하게 만일 이상 기체의 온도와 압력이 모두 변한다면: {\displaystyle \Delta S=nC_{\mathrm {P} }\ln {\frac {T}{T_{0}}}-nR\ln {\frac {P}{P_{0}}}.}

### 상전이
가역적인 상전이는 일정한 온도와 압력에서 발생한다. 가역적인 열은 전이에 대한 엔탈피 변화이며, 엔트로피 변화는 엔탈피 변화를 열역학적 온도로 나눈 값이다. 녹는 점 {\textstyle T_{\mathsf {m}}} 에서 고체에서 액체로의 융합(즉, 융해)의 경우, 융합의 엔트로피(entropy of fusion)는 다음과 같다: {\displaystyle \Delta S_{\mathsf {fus}}={\frac {\Delta H_{\mathsf {fus}}}{T_{\mathsf {m}}}}.}
유사하게, 끓는 점 {\displaystyle T_{\mathsf {b}}}에서 액체에서 기체로의 기화를 위한 기화 엔트로피(entropy of vaporization)는 다음과 같다: {\displaystyle \Delta S_{\mathsf {vap}}={\frac {\Delta H_{\mathsf {vap}}}{T_{\mathsf {b}}}}.}

## 엔트로피를 이해하는 접근 방식
열역학과 물리학의 근본적인 측면으로서, 클라우지우스와 볼츠만을 넘어서는 몇 가지 다른 엔트로피로의 접근 방식들이 유효하다.

### 표준 교과서 정의들
다음은 교과서 콜렉션으로부터 엔트로피에 대한 추가적 정의들의 목록이다:
- 특정 온도에서 에너지 분산(energy dispersal)의 측정.
- 우주의 무질서 또는 시스템 내에서 수행할 일의 가용성의 측정.[61]
- 유용한 일(work)을 수행할 수 없는 시스템의 단위 온도당 열 에너지의 측정.[62]

볼츠만의 구성 입자들 측면에서의 분석에서는, 엔트로피는 열역학적 평형 내의 한 시스템의 가능한 미시적 상태들(또는 미시상태들)의 수의 측정이다.

### 질서와 무질서
엔트로피는 종종 열역학계에서 질서나 무질서, 또는 혼돈의 양과 느슨하게 연관된다. 전통적인 정성적 설명은 엔트로피가 시스템의 상태 변화를 의미하며, 한 상태나 형태에서 다른 형태로의 동적 에너지 변환에서 "분자 무질서"와 낭비되는 에너지의 양의 측정이라는 것이다. 이 방향에서, 최근 몇 명의 저자들은 원자 및 분자 앙상블에서 무질서와 질서를 설명하고 측정하기 위해 정확한 엔트로피 공식을 도출했다. 더 간단한 엔트로피 질서/질서 공식 중 하나는 열역학과 정보 이론의 결합을 바탕으로, 1984년에 열역학 물리학자 피터 랜즈버그Peter Landsberg가 도출한 것이다. 그는 시스템에서 제약 조건이 작동할 때, 금지된 상태와 달리, 하나 이상의 가능하거나 허용된 상태로 들어가는 것이 방지된다고 주장한다::69
{\displaystyle {\mathsf {Disorder}}={\frac {C_{\mathsf {D}}}{C_{\mathsf {I}}}}}{\displaystyle {\mathsf {Order}}=1-{\frac {C_{\mathsf {O}}}{C_{\mathsf {I}}}},}
여기서 {\textstyle C_{\mathsf {D}}}는 시스템의 "무질서" 용량으로, 허용된 앙상블에 포함된 부분의 엔트로피이다. {\textstyle C_{\mathsf {I}}}는 시스템의 "정보" 용량으로, 이는 섀넌의 채널 용량과 유사한 표현이다. 또한, {\textstyle C_{\mathsf {O}}}는 시스템의 "질서" 용량이다.

### 에너지 분산
엔트로피의 개념은 특정 온도에서의 에너지 분산의 측정으로 질적으로 기술될 수 있다. 고전 열역학 역사 초기부터 유사한 용어가 사용되어 왔으며, 통계 열역학과 양자 이론의 발전과 더불어, 엔트로피 변화는 시스템의 각 구성 요소의 총 에너지가 특정 양자화된 에너지 준위에 걸쳐 혼합되거나 "확산"되는 용어로 기술되었다.
무질서와 혼돈이라는 용어의 모호성은 일반적으로 평형에 직접적으로 반대되는 의미를 가지며, 이는 광범위한 혼란을 초래하고 대부분의 학생들에게 엔트로피에 대한 이해를 방해한다. 열역학 제2법칙이 보여주듯이, 고립계에서는 서로 다른 온도의 내부 부분들이 하나의 균일한 온도로 조정되어 평형을 생성하는 경향이 있다. 근래에 개발된 교육적 접근법은 모호한 용어를 피하고 이러한 에너지의 확산을 분산으로 설명하며, 이는 열역학 제1법칙에 따라 총 에너지가 일정하게 유지되더라도 일에 필요한 미분을 잃도록 이끈다 (다음 섹션에서의 논의와 비교). 물리화학자 피터 앳킨스Peter Atkins는 그의 교과서 《물리적 화학 (Physical Chemistry)》에서 "자발적 변화는 항상 에너지나 물질 그리고 종종 둘 다의 분산애 동반된다 "라는 진술로 엔트로피를 소개한다.

### 엔트로피와 에너지유용성의 연관성
(열적 맥락에서) 낮은 엔트로피를 에너지의 특정 양의 효과성 이나 유용성 의 척도로 간주할 수 있다. 더 높은 온도(즉, 낮은 엔트로피로)에서 공급되는 에너지는 더 낮은 온도에서 이용할 수 있는 동일한 양의 에너지보다 더 유용한 경향이 있다. 뜨거운 유체의 꾸러미와 차가운 유체의 꾸러미를 혼합하면 중간 온도의 꾸러미가 생성되며, 여기서 엔트로피의 전반적인 증가는 대체할 수 없는 "손실" 을 나타낸다.
우주의 엔트로피가 꾸준히 증가함에 따라 총 에너지의 유용성이 적어지고 있다. 결국, 이것은 우주의 열죽음으로 이어진다고 이론화되고 있다.

### 엔트로피와 단열 접근성
평형 상태 간의 단열적 접근성(Adiabatic accessibility)의 관계에 전적으로 기반한 엔트로피의 정의는   E. H. 리브Lieb와 야콥 잉바슨Jakob Yngvason에 의해서 1999년에 제시되었다. 이 접근 방식에는 1909년부터의 콘스탄티노스 카라테오도리의 선구적 연구와 R. 자일스Giles에 의한 모노그래프를 포함한 여러 가지 선행 연구들 있다. 리브와 잉바슨의 설정에서는, 고려 중인 물질의 단위량에 대해, 두 가지 참조 상태 X_{0}와 {\textstyle X_{1}}를 선택하여 후자가 전자로부터 단열적으로 접근할 수 있도록 하지만 반대로 할 수는 없도록 선택함으로써 시작한다.  참조 상태의 엔트로피를 각각 0과 1로 정의하면, 상태 {\textstyle X}의 엔트로피는 {\textstyle X}가 상태 {\textstyle X_{1}}의 양 {\textstyle \lambda }와 상태 {\textstyle X_{0}}의 보완 양 {\textstyle (1-\lambda )}로 구성된 합성 상태에서 단열적으로 접근 가능한 가장 큰 수 {\textstyle \lambda }로 정의된다. 이 설정 내에서 간단하지만 중요한 결과는 엔트로피가 단위 선택과 각 화학 원소의 가산적 상수를 제외하고는 다음과 같은 속성에 의해 고유하게 결정된다는 것이다: 그것은 단열 접근성의 관계에 대해 단조적이며, 복합 시스템에 대해서 가산적이며, 또한 척도화 아래에서 (성질이) 크기적이다.

### 양자역학에서의 엔트로피
양자통계역학에서 엔트로피의 개념은 존 폰 노이만에 의해 개발되었으며 일반적으로 '폰 노이만 엔트로피(Von Neumann entropy)'라고 불린다: {\displaystyle S=-k_{\mathsf {B}}\ \mathrm {tr} {\left({\hat {\rho }}\times \ln {\hat {\rho }}\right)},}
여기서 {\hat {\rho }}는 밀도 행렬, \mathrm {tr} 는 대각합류 작용소이고, k_{\mathsf {B}}는 볼츠만 상수이다.
이것은 대응원리를 유지하는데, 고전적 극한(classical limit)에서 기저 상태들 사이의 위상이 순전히 무작위일 때, 이 표현은 고전적 확률을 가진 상태에 대한 엔트로피의 친숙한 고전적 정의 {\displaystyle p_{i}}: {\displaystyle S=-k_{\mathsf {B}}\sum _{i}{p_{i}\ln {p_{i}}}} 와 동일하기 때문이다. 즉, 이러한 기저에서 밀도 행렬은 대각선이다.
폰 노이만은 《수학적 양자 역학의 기초(Mathematische Grundlagen der Quantenmechanik)》라는 연구를 통해 양자역학에 대한 엄격한 수학적 틀을 확립했다. 그는 이 연구에서 파동 함수 붕괴라는 일반적인 개념을 비가역적 과정(소위 폰 노이만 또는 투영 측정(projective measurement))으로 기술하는 측정 이론을 제공했다. 이 개념을 사용하여, 그는 밀도 행렬과 연계해서 엔트로피의 고전적 개념을 양자 영역으로 확장했다.

### 블랙홀에서의 엔트로피
블랙홀은 고전적으로 털없음 정리에 의하여 미시상태가 없다. 그러나 반고전으로 마치 어떤 유한한 엔트로피를 가진 것처럼 행동한다. 이 엔트로피는: {\displaystyle S={\frac {k_{B}c^{3}}{4G\hbar }}\cdot A,}
여기서 {\displaystyle A}는 블랙홀의 사건 지평선의 넓이이다. 이를 베켄슈타인-호킹 엔트로피라고 부른다. 이는 야코브 베켄슈타인이 가설을 세웠고, 스티븐 호킹이 반고전적으로 유도하였다. 또한, 특수한 경우 끈 이론이나 루프 양자 중력 등으로 미시적으로 유도할 수도 있다. 블랙홀을 포함하는 계의 경우, 베켄슈타인-호킹 엔트로피를 무시하고 계산하면 일반적으로 열역학 제2법칙이 성립하지 않고, 이를 포함하여 계산하여야만 성립한다.

### 정보 이론
나는 "정보"라고 부를까 생각했지만, 단어가 지나치게 많이 사용되어 "불확실성"라고 부르기로 결정했다. [...] 폰 노이만은 저에게 "엔트로피라고 불러야 하는 이유는 두 가지이다. 애초에 당신의 불확정성 함수는 통계역학에서 그 이름으로 사용되었기 때문에, 이미 이름을 가지고 있다. 두 번째로, 더 중요한 것은 아무도 엔트로피가 실제로 무엇인지 모르기 때문에 논쟁에서 항상 유리하다는 것이다.
정보 이론의 용어로 볼 때, 엔트로피 상태 함수는 시스템의 미시상태를 완전히 명기하는 데 필요한 정보의 양입니다. 엔트로피는 수신 전에 누락된 정보의 양의 측정(척도)이다. 흔히 섀넌 엔트로피 라고 불리는 그것은 1948년에 클로드 섀넌에 의해 전송된 메시지의 정보 크기를 연구하기 위해 처음 고안되었다. 정보 엔트로피의 정의는 이산 확률 집합 {\textstyle p_{i}} 로 표현되며, 이는 다음과 같다: {\displaystyle H(X)=-\sum _{i=1}^{n}{p(x_{i})\log {p(x_{i})}},}
여기서 로그의 밑은 단위를 결정한다 (예를 들어, 이진 로그는 비트에 해당한다).
전송된 메시지의 경우, 이러한 확률은 특정 메시지가 실제로 전송될 확률이며, 또한 메시지 시스템의 엔트로피는 메시지의 평균 정보 크기의 측정(척도)이다. 동등한 확률(즉, 각 메시지는 동등하게 확률적임)의 양을 결정하는 데 필요한 경우, 섀넌 엔트로피(비트에서)는 바로 메시지의 내용을 결정하는 데 필요한 이진 질문의 수이다.
대부분의 연구자들은 정보 엔트로피와 열역학적 엔트로피를 동일한 개념과 직접적으로 연결된 것으로 간주하며, 반면에 다른 연구자들은 이들이 서로 다르다고 주장한다. 두 표현은 수학적으로 유사하다. 만약 {\textstyle W}가 주어진 거시상태를 생성할 수 있는 미시상태의 수이고, 각 미시상태가 동일한 "아 프리오리" 확률을 가진다면, 그 확률은 {\textstyle p=1/W}이다. 섀넌 엔트로피(내트에서)는 다음과 같다: {\displaystyle H=-\sum _{i=1}^{W}{p_{i}\ln {p_{i}}}=\ln {W},}
그리고 만일 엔트로피가 내트 당 {\textstyle k} 단위로 측정된다면, 엔트로피는 다음과 같이 주어진다: {\displaystyle H=k\ln {W},} 이것은 볼츠만의 엔트로피 공식(Boltzmann's entropy formula)이며, 여기서 {\textstyle k}는 볼츠만 상수로, 이는 내트당 열역학적 엔트로피로 해석될 수 있다. 일부 저자들은 정보 이론의 {\textstyle H} 함수에 대해 엔트로피라는 단어를 버리고 섀넌의 다른 용어인 "불확실성"을 대신에 사용할 것을 주장한다.

### 측정
물질의 엔트로피는 간접적인 방법이기는 하지만 측정할 수 있다. 엔트로피-측정법(entropymetry)으로 알려진 이 측정은 입자의 수가 일정한 {\textstyle N}이고 부피가 일정한 {\textstyle V}인 닫힌 시스템에서 수행되며, 에너지 교환을 열로 제한하면서 엔트로피의 관점에서 온도의 정의를 사용한다. {\textstyle \mathrm {d} U\rightarrow \mathrm {d} Q}:{\displaystyle T:={\left({\frac {\partial U}{\partial S}}\right)}_{V,N}\ \Rightarrow \ \cdots \ \Rightarrow \ \mathrm {d} S={\frac {\mathrm {d} Q}{T}}.}
결과적 관게식은 작은 에너지의 양 {\textstyle \mathrm {d} Q} 가 어떤 온도 {\textstyle T}에서 시스템에 도입했을 때 어떻게 엔트로피가 변화하는가 {\textstyle \mathrm {d} S}를 기술한다.
그 측정 과정은 다음과 같다. 먼저, 물질의 샘플을 가능한 한 절대 영도에 가깝게 냉각한다. 이러한 온도에서는 온도의 정의로 인해 엔트로피가 영에 가까워진다. 그런 다음 소량의 열이 샘플에 유입되고 온도가 원하는 값(보통 25°C)에 도달할 때까지 온도 변화가 기록된다. 얻은 데이터를 통해 사용자는 위의 방정식을 적분하여 최종 온도에서 물질의 엔트로피 절대값을 얻을 수 있다. 이 엔트로피 값을 열량측정 엔트로피(calorimetric entropy)라고 불린다.

## 학제 간 응용
엔트로피의 개념은 원래 열역학적 개념이었지만, 그것은 정보 이론, 심리역학(psychodynamics), 열경제학(Thermoeconomics)/생태경제학 및 진화학 등을 포함하는 다른 학문 분야에서도 적용되어 왔디.

### 철학 및 이론 물리학
엔트로피는 물리 과학에서 시간의 화살이라고도 불리는 특정 진행 방향을 암시하는 것처럼 보이는 유일한 양이다. 시간이 지남에 따라 열역학 제2법칙에 따르면 고립계의 엔트로피는 큰 시스템에서는 상당한 기간 동안 절대 감소하지 않는다. 따라서, 이러한 관점에서 엔트로피 측정은 이러한 조건에서는 시계로서 생각된다. 19세기 이후 많은 철학자들은 새로운 형이상학적 및 윤리적 시스템을 개발하기 위해 엔트로피 개념을 사용해 왔다. 이 연구의 예는 프리드리히 니체와 필립 마인랜더, 클로드 레비스트로스, 이사벨 스텐저스Isabelle Stengers, 섀넌 무셋Shannon Mussett, 그리고 드류 M. 달튼Drew M .Dalton의 사상에서 찾을 수 있다.

### 생물학
치아바조Chiavazzo 등은 동굴 거미들이 알을 낳는 장소를 엔트로피 최소화를 통해 설명될 수 있다고 제안했다.
엔트로피는 DNA의 염기쌍 서열의 분석에 유용한 것으로 입증되어 왔다. 많은 엔트로피-기반 측정이 유전체의 다른 구조적 영역들을 구분하고, DNA의 코딩 영역과 비코딩 영역을 구분하며, 또한 서로 다른 종들 간의 진화적 거리를 결정함으로써 진화 트리의 재생에도 적용될 수 있음을 보여주었다.

### 우주론
유한한 우주가 고립된 시스템이라고 가정하면, 열역학 제2법칙은 그 총 엔트로피는 지속적으로 증가한다고 진술한다. 19세기부터, 우주는 열 에너지의 균질한 분포로 이어져 어떤 소스로부터 더 이상 일을 추출할 수 없어져 모든 에너지가 끝나 버려서 열죽음이 될 운명이라고 추측되어 왔다.
만일 우주가 일반적으로 엔트로피가 증가하는 것으로 간주될 수 있다면, - 로저 펜로즈가 지적한 바와 같이 - 중력이 분산된 물질들을 별들 속에 축적하고 결국 블랙홀로 붕괴하도록 하기 때문에, 중력은 그 (엔트로피) 증가에 중요한 역할을 한다. 블랙홀의 엔트로피는 블랙홀의 사건 지평선의 표면적에 비례한다. 야코브 베켄슈타인과 스티븐 호킹은 블랙홀이 모든 동일한 크기의 물체 중 최대 가능한 엔트로피를 가진다는 것을 보여주었다. 이것은, 블랙홀이 완전히 효과적인 물질과 에너지 트랩이라면. 모든 엔트로피-증식 과정의 끝점이 될 가능성이 높게 만들었다. 그렇지만, 블랙홀에서 에너지가 빠져나가는 것은 양자 활동(호킹 복사 참조)으로 인해 가능할 수 있다.
우주론에서 엔트로피의 역할은 루트비히 볼츠만 때부터 논란의 여지가 있는 주제로 남아 있다. 최근 연구는 열죽음 가설과 일반적인 우주에 대한 모든 간단한 열역학 모델의 적용 가능성에 대해 의문을 제기한다. 팽창하는 우주의 모델에서는 엔트로피가 증가하지만, 최대 가능한 엔트로피는 훨씬 더 빠르게 증가하여 우주를 시간과 더불어 열죽음으로부터 더 멀어지고, 더 가까워지지 않개 한다. 이것은 그 시스템을 가정된 열죽음 평형으로부터 더 멀리 밀어내는 "엔트로피 갭"을 초래한다. 진공의 에너지 밀도와 거시적 양자 효과와 같은 다른 복잡한 요인들은 열역학 모델과 조화를 이루기 어렵기 때문에, 모든 거대-규모 열역학에 대한 예측을 극히 어렵게 만든다.
현재 이론들은 엔트로피 갭이 원래 우주의 초기의 급격한 지수함수적 팽창에 의해 열렸을 것으로 제안한다.

### 경제학
루마니아계 미국인 경제학자 니콜라스 조르주스쿠-로겐Nicholas Georgescu-Roegen은 경제학의 선구자이자 생태경제학의 패러다임 창시자로, 그의 저서《엔트로피 법칙과 경제 과정》에서 엔트로피 개념을 광범위하게 사용했다. 조르주스쿠-로겐의 연구로 인해서 열역학 법칙은 생태경제학 학파의 필수적인 부분(integral part of the ecological economics school)을 형성한다.:204f:29–35 그의 연구는 실수로 인해 다소 흠집이 났지만, 조르주스쿠-로겐의 경제학에 관한 전체 장은 열역학의 역사적 발전에 관한 한 초등 물리학 교과서에 승인되어 포함되어 왔다.:95–112
경제학에서, 조르주스쿠-로겐의 연구는 '엔트로피 비관론'이라는 용어를 만들어냈다.:116 1990년대부터, 주요 생태경제학자이자 정상 상태 이론가(steady-state theorist)인 허먼 데일리는 - 조르주스쿠-로겐의 제자 - 경제학계에서 엔트로피 비관론 입장을 지지하는 가장 영향력 있는 인물이었다.:545f

## 같이 보기
- 볼츠만 엔트로피 (Boltzmann entropy)
- 브라운 래칫 (Brownian ratchet)
- 구성 엔트로피 (Configuration entropy)
- 구조적 엔트로피 (Conformational)
- 엔트로피 폭발 (Entropic explosion)
- 엔트로피 힘 (Entropic force)
- 위험에 처한 엔트로피 값 (Entropic value at risk)
- 엔트로피와 삶 ( Entropy and life)
- 엔트로피 단위 (Entropy unit)
- 자유 엔트로피 (Free entropy)
- 하모닉 엔트로피 (Harmonic entropy)
- 정보-측정 (Info-metrics)
- 네겐트로피 (Negentropy) (음의 엔트로피)
- 위상 공간
- 최대 엔트로피 원리
- 잔류 엔트로피
- 열역학 퍼텐셜

## 노트
1. ↑  The overdots represent derivatives of the quantities with respect to time.

## 추가 읽기
- Adam, Gerhard; Otto Hittmair (1992). 《Wärmetheorie》. Vieweg, Braunschweig. ISBN 978-3-528-33311-9.
- Atkins, Peter; Julio De Paula (2006). 《Physical Chemistry》 8판. Oxford University Press. ISBN 978-0-19-870072-2.
- Baierlein, Ralph (2003). 《Thermal Physics》. Cambridge University Press. ISBN 978-0-521-65838-6.
- Ben-Naim, Arieh (2007). 《Entropy Demystified》. World Scientific. ISBN 978-981-270-055-1.
- Callen, Herbert, B (2001). 《Thermodynamics and an Introduction to Thermostatistics》 2판. John Wiley and Sons. ISBN 978-0-471-86256-7.
- Chang, Raymond (1998). 《Chemistry》 6판. New York: McGraw Hill. ISBN 978-0-07-115221-1.
- Cutnell, John, D.; Johnson, Kenneth, J. (1998). 《Physics》 4판. John Wiley and Sons, Inc. ISBN 978-0-471-19113-1.
- Dugdale, J. S. (1996). 《Entropy and its Physical Meaning》 2판. Taylor and Francis (UK); CRC (US). ISBN 978-0-7484-0569-5.
- Fermi, Enrico (1937). 《Thermodynamics》. Prentice Hall. ISBN 978-0-486-60361-2.
- Goldstein, Martin; Inge, F (1993). 《The Refrigerator and the Universe》. Harvard University Press. ISBN 978-0-674-75325-9.
- Gyftopoulos, E.P.; G.P. Beretta (2010). 《Thermodynamics. Foundations and Applications》. Dover. ISBN 978-0-486-43932-7.
- Haddad, Wassim M.; Chellaboina, VijaySekhar; Nersesov, Sergey G. (2005). 《Thermodynamics – A Dynamical Systems Approach》. Princeton University Press. ISBN 978-0-691-12327-1.
- Johnson, Eric (2018). 《Anxiety and the Equation: Understanding Boltzmann's Entropy》. The MIT Press. ISBN 978-0-262-03861-4.
- Kroemer, Herbert; Charles Kittel (1980). 《Thermal Physics》 2판. W. H. Freeman Company. ISBN 978-0-7167-1088-2.
- Lambert, Frank L.;
- Müller-Kirsten, Harald J. W. (2013). 《Basics of Statistical Physics》 2판. Singapore: World Scientific. ISBN 978-981-4449-53-3.
- Penrose, Roger (2005). 《The Road to Reality: A Complete Guide to the Laws of the Universe》. New York: A. A. Knopf. ISBN 978-0-679-45443-4.
- Reif, F. (1965). 《Fundamentals of statistical and thermal physics》. McGraw-Hill. ISBN 978-0-07-051800-1.
- Schroeder, Daniel V. (2000). 《Introduction to Thermal Physics》. New York: Addison Wesley Longman. ISBN 978-0-201-38027-9.
- Serway, Raymond, A. (1992). 《Physics for Scientists and Engineers》. Saunders Golden Subburst Series. ISBN 978-0-03-096026-0.
- Sharp, Kim (2019). Entropy and the Tao of Counting: A Brief Introduction to Statistical Mechanics and the Second Law of Thermodynamics (SpringerBriefs in Physics). Springer Nature. ISBN 978-3030354596.
- Spirax-Sarco Limited, Entropy – A Basic Understanding A primer on entropy tables for steam engineering
- vonBaeyer; Hans Christian (1998). 《Maxwell's Demon: Why Warmth Disperses and Time Passes》. Random House. ISBN 978-0-679-43342-2.